# تشوي سنغ-هيون
تشوي سنغ-هيون (هانغل: 최상현) هو لاعب كرة قدم كوري جنوبي في مركز الدفاع، ولد في 18 مارس 1984 في كوريا الجنوبية. لعب مع نادي سونغنام.

## وصلات خارجية
- تشوي سنغ-هيون على موقع دوري كوريا الجنوبية (الإنجليزية)
- تشوي سنغ-هيون على موقع قاعدة بيانات كرة القدم.إي يو (الإنجليزية)